# 篦齿雀麦
篦齿雀麦（学名：Bromus pectinatus）为禾本科雀麦属下的一个种。

## 扩展阅读
- 維基物種上的相關：篦齿雀麦